# Nic Grönvall
Nils Einar "Nic" Grönvall, född 14 januari 1932 i Oscar Fredriks församling i Göteborg, död 16 maj 1996 i Onsala församling, Hallands län,var en svensk advokat och moderat politiker. Han satt i Sveriges riksdag 1982-1993 och var Sveriges första EES-kommissionär.
Grönvall avlade juris kandidatexamen vid Uppsala universitet 1955, genomförde tingstjänstgöring i Trollhättan 1957–1959 och var anställd på advokatbyrå 1959–1968. Han var delägare i advokatfirman Wiberg, Jonsson, Wikander och Grönvall 1968–1976, blev ledamot av Sveriges advokatsamfund 1962 och innehavare av egen advokatbyrå i Kungsbacka 1976. Han var styrelseordförande i Stållinefabriken Bridon med dotterbolag från 1967, i Kepner Tregoe Skandinavien från 1976, blev styrelseordförande och delägare i Semyre Electronics 1981, styrelseordförande i Benima 1983 och i Senelco Nordic 1985. Grönvall var styrelseledamot i länsstyrelsen i Hallands län 1980–1982, blev ledamot av radionämnden 1985, ledamot av 1983 års bostadsrättskommitté 1983–1985, suppleant i lagutskottet 1982–1983 (ledamot från 1983–1991), i näringsutskottet 1982–1985 (ledamot från 1985–1991), blev suppleant i riksdagens besvärsnämnd 1982, var ordförande i moderata samlingspartiet i Onsala 1967–1982 samt styrelseledamot i länsförbundet Halland 1969. Han var medlem i utrikesutskottet och suppleant i utrikesnämnden mellan 1991 och 1993.

## Familj
Nic Grönvall är son till brandchefen Nils Grönvall och Karin Grönvall, född Strandberg. Gift 1:o 1957-87 med landstingsråd, advokat Gunilla Wenander, dotter till ingenjör Nils Wenander och "Bojan" Wenander, född Åkesson. Gift 2:o 23 december 1989 med Anne Kristin Maria Lundgren, dotter till revisor Kurt Gustaf Viking och Anne Maria Viking, född Jönsson.